# Битка на Бадонском горју
Битка на Бадонском горју (лат. bellum in monte Badonis, вел. Mynydd Baddon) или битка код Бадона (лат. bellum Badonis) је битка која је вођена између Брита и једне од англосаксонских ратничких дружина крајем 5. или почетком 6. века. У средњовековним бритским и велшким изворима битка је сматрана за важан политички и војни догађај, али је у англосаксонској историографији прошла незапажено. Услед фрагментарности извора не може се са сигурношћу утврдити датум, локација и ток битке. Данас је битка позната превасходно по учешћу краља Артура који се јавља у каснијој традицији.

## Историјски извори

### Опсада Бадонског брда
Први помен битке је у делу Гилде Мудрог О пропасти и освајању Британије (лат. De Excidio et Conquestu Britanniae) које је написано средином 6. века. Према Гилди, "...крволочни и дивљачки језик Саксонаца рашчуо се по западном океану" пре него што је Амброзије Аурелијан организовао отпор Брита од људи који су преживели први налет Саксонаца. Гилда је описао период након Амброзијевог почетног успеха:
... После овога, наши земљаци су некада побеђивали, а некада непријатељ, по редоследу који би господ према својој вољи могао опробати у данашњем Израиљу - у зависности да ли га он воли или не. То се наставило све до године опсаде Бадонског брда, када се десио скоро последњи велики покољ над нашим непријатељем. а то се догодило, што поуздано знам, четрдесет и четири године и месец дана касније; то је такође и година мог рођења.
Гилсина историја је нејасна по питању да ли је у ово време Амброзије још увек био бритски вођа, али битку описује као "неочекивано преотимање [острва]" (од Саксонаца) која је утицала да краљеви, старешине, свештенство и прост свет "мирно живе у складу са својим позивом". Дуготрајни период мира се на крају изродио у грађански рат и страховладу Маилгуна ап Кадвалона, краља Гвинеда. Делови Освајања и пропасти Британије који су упућени лично Маилгуну се понекад користе у датовању дела које говори о краљевој смрти од куге током пете деценије 6. века. Међутим, таква аргументација превиђа коришћење апострофа у пасусима и могућност да су поједине проповеди написане знатно касније.
Следећи извор који спомиње битку је Црквена историја енглеског народа (лат. Historia ecclesiastica gentis Anglorum) Пречасног Бида који је писао у 8. столећу. Бид описује "...опсаду брега Бадон где је знатан број ових освајача побијен". Према Црквеној историји, битка се одиграла четрдесет и четири године од доласка Саксонаца. Пошто Бид смешта долазак Саксонаца у време или непосредно после заједничке владавине римских царева Маркијана и Валентинијана III 449-456, битка код Бадона је била између 493. и 500. године. Бид затим напушта приповедање о бици и наглашава да ће је касније опширније описати, али то ипак није учинио. Ипак, у опширнојој приповести о победи Светог Германа из Осера над Англосаксонцима и Пиктима у једној планинској удолини Бид тврди да је тако за једну генерацију спречен даљи продор освајача. Међутим, пошто је Свети Герман победу остварио без проливања крви, вероватно се не ради о истој бици. Такође, учешће Св. Германа би, хронолошки гледано, битку везала за период око 430. године, али Бид у својој хронологији није био свестан те чињенице.

### Битка код Бадона
Најстарији сачувани историјски извор који спомиње Артурово учешће у бици код Бадона је Историја Британаца (лат. Historia Brittonum) почетка 9. века која је дуго времена погрешно приписивана велшком монаху Ненију. У овом делу Артур је просто војни заповедник (лат. dux bellorum) који је предводио победоносне британске одреде код Бадона:
"Дванаести (рат) беше на Бадонском брду, где у једном дану током једног Артуровог налета изгинуло деветсто шездесет људи; а њих нико није убијао осим њега самог..."
Следећи извор који помиње битку код Бадона су Велшки анали (лат. Annales Cambriae) који су вероватно писани средином или у другој половини 10. века. Анали веле:
"Битка код Бадона, током које је Артур носио Часни крст три дана и три ноћи на свом рамену [или штиту] и Брити беху победници."
У 12. веку постало је очигледно да је Артур прошао неприметно у историји монаха Гилде, који би му временски био најближи. Карадог од Ланкарфана је у Житију Св. Гилде записао како је Гилда био веома наклоњен Артуру, али га је затим омрзнуо када је Артур убио Гилдиног брата Хјуела. Поједини модерни историчари су сматрали да су појединости битке биле веома познате, тако да је Гилдина публика добро познавала догађаје везане за битку.
Галфред од Монмута је око 1136. саставио Историју краљева Британије, веома популарно дело које је сачувано у бројним преписима. Поједини преписи настали су убрзо након појаве дела. Галфред је доста проширио и маштовито дописао, а Бадон је идентификовао са Батом у Самерсету. Према Галфреду, Мерлин је наводно прорекао да ће купатила у баду усахнути и да ће вода постати отровна. Код Галфреда се мешају мотиви познати из ранијих извора: Саксонци опседају град, затим стиже Артур са својим ратницима; Артур затим носи Богородичину слику на свом рамену, каоо и на штиту. Артур креће у јуриш и убија 470 непријатеља, десет пута више него што је Хенгист побио Британаца код Солсберија. Присутни су и елементи велшких легенди: поред штита (Pridwen), Артур стиче мач Екскалибур и копље Ронгомијант. Одбрана града је код Галфреда прожета верским мотивима пошто Св. Дубриције обећава опрост свих грехова онима који падну у бици.

## Модерна историографија
Различити извори датују даровање Танета Хенгисту 447. године, што би значило да се битка, према Гилди и Биду, одиграла 491. године. Англосаксонске хронике не спомињу битку уопште, али изгледа да бележе седамдесет година размака између двојице англосаксонских врховних владара (бретвалда) у 5. и 6. веку.
У Житију Св. Давида Велшког, које је Рикемарх написао у 11. веку, спомиње се да је Св. Давид био рођен најкасније 514. године. Пошто исти извор бележи да је Св. Гилда проповедао Св. Нони, док је била трудна са Давидом, није могуће да се битка одиграла пре 498. године.
Макарти и Окроинин предлажу да Гилдино датовање битке у четрдесет и четврту годину и један месец није просто хронолошка белешка, већ осамдесет и четврта година у циклусу рачунања Васкрса у оквиру тадашње келтске цркве. Према њиховом рачунању битка се одиграла у фебруару 482. године.
Хирст и Еш су сматрали да се битка одиграла код Лидингтон Касл на брду иzнад Бедберија у Вилтширу (староенглески језик: Baddan byrig). Локалитет се налази на тачки где Риџвеј повезује долину Темзе са Ејвоном и Северном.

## Последице
Према најранијим изворима Саксонци су били одбачени, што, изгледа, потврђују и археолошки налази. Истраживање гробних места (Саксонци су у ово доба били пагани, док су Брити били христијанизовани) показује да се граница померила око 500. године. Након тога, пагани су се одржали у данашњем Кенту, Сасексу, Норфоку и Сафоку, као и у околини Хамбера. Брити су изгледа контролисали упоришта северно и западно од Лондона у јужно од Вероламија, затим крајеве западно од линије Крајстчерча у Дорсету до ушћа реке Ејвон северно од Трента, затим од Трента до Хамбера, затим на север дуж реке Дервент до Северног мора. Упоришта су снабдевана преко древног пута који се назива Ватлинг улица (енгл. Watling Street), која је делила освајаче у џепове јужно од Вилда у источном Кенту и око Ваша.

## Друга битка код Бадона
Текст А Велшких анала садржи и белешку: "Саксонци су по први пут прославили Божић. Друга битка код Бадона. Морган умире. Филимор је датовао ову белешку у 665. годину, али се прва прослава Божића код Саксонаца у тексту Б ставља у 634. годину. Друга битка код Бадоне се не спомиње.

## Локална традиција
Поред стручњака, питањем локалитета места битке баве се и лаици. Различита места у Велсу и Енглеској чувају локалну традицију о њиховом месту као попришту битке нпр. Батхемптон даун, Бедбери хилфорт у Дорсету и Боуден хил у Линлитгоу.